# Eduard Engelmann junior
Eduard Engelmann jr. (* 14. Juli 1864 in Wien, Kaisertum Österreich; † 31. Oktober 1944 in Wien, Deutsches Reich) war ein österreichischer Ingenieur und Eiskunstläufer und wurde in den Jahren 1892–1894 dreimal in Folge Europameister, wobei die Eiskunstlauf-Europameisterschaft 1893 später annulliert wurde; der entsprechende Titel Engelmanns wird daher nur uneinheitlich angeführt.

## Leben und Wirken

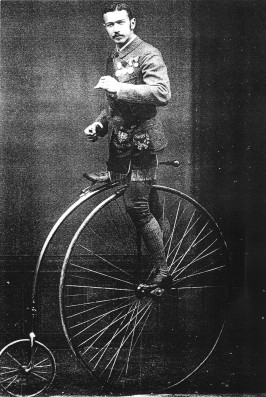
Engelmann auf einem Hochrad

Engelmann studierte an der Technischen Hochschule in Wien und spezialisierte sich im Studium auf den Eisenbahnbau. Der Ingenieur Engelmann erbaute unter anderem das Kraftwerk Wienerbruck, die Landessiechenanstalt Oberhollabrunn und elektrifizierte als Leiter des Niederösterreichischen Landeseisenbahnamtes die Mariazellerbahn. Im Jahr 1909 erbaute er eine Kunsteisbahn auf einem Areal, das sein Vater, der Wachstuchfabrikant Eduard Engelmann, 1868/1871 als Eislaufplatz in Wien-Hernals angelegt hatte. 1912 folgte der Bau der größten Kunsteisbahn Europas in Wien auf dem Heumarkt und eine weitere Kunsteisbahn in Budapest 1922. Auch seine Kinder, Eduard (Edi), Helene und Christine, die spätere Frau Karl Schäfers, fanden zum Eiskunstlaufen.
Die Engelmannsche Kunsteisbahn wurde weiter ausgebaut und zu Beginn der 1930er Jahre auch neue Heimstätte des Pötzleinsdorfer SK, der unter dem neuen Namen EK Engelmann Wien zum mehrfachen österreichischen und deutschen Meister im Herren-Eishockey avancierte. 1932 umfasste die Eisfläche 3000 m². 1936 entstand eine Eistrainingshalle im Ausmaß von 17 mal 32 Metern.
Neben dem Eiskunstlauf betrieb Engelmann auch das Radfahren und zählt als Mitbegründer des Wiener Cyclisten-Clubs aus dem 1907 der Wiener Sport-Club hervorging. Er gewann dreimal die Kunstfahrmeisterschaft des Deutschen Radfahrbundes. Kurz nach dem Tod Eduard Engelmanns jr. wurde die Engelmannsche Kunsteisbahn bei Bombenangriffen vollständig zerstört. Sie wurde nach dem Zweiten Weltkrieg wieder aufgebaut und 1946 wiedereröffnet. Heute steht auf dem Gelände ein Supermarkt, auf dessen Dach gibt es seit 1974 wieder eine Eislaufbahn. Er wurde auf dem Hernalser Friedhof bestattet, Gruppe AL, Nr. 7.
1930 wurde der Engelmannweg in Berlin-Reinickendorf nach ihm benannt. 1979 benannte man die Engelmanngasse in Wien-Hernals nach ihm und seinem Vater.

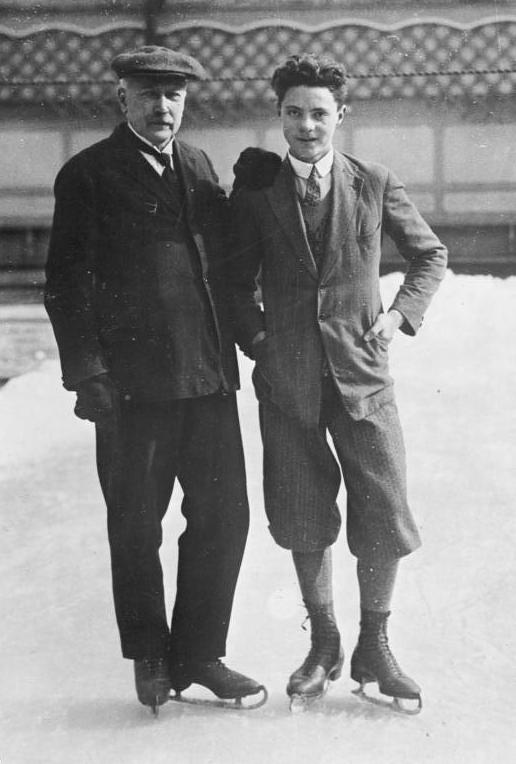
Eduard Engelmann (links) und Karl Schäfer (1931)

## Ergebnisse
| Wettbewerb / Jahr     | 1892 | 1893 | 1894 |
| --------------------- | ---- | ---- | ---- |
| Europameisterschaften | 1.   | 1.*  | 1.   |

- Die Europameisterschaften 1893 wurden auf dem ISU Kongress 1895 für ungültig erklärt.